# سیارک ۸۱۶۵
سیارک ۸۱۶۵ (به انگلیسی: 8165 Gnadig، نامگذاری:1990WQ3) هشت هزار و صد و شصت و پنجمین سیارک کشف شده‌است که در ۲۱ نوامبر ۱۹۹۰ کشف شد.
قدر مطلق سیارک برابر ۱۳٫۸۰ است.